# 2024年パリパラリンピックのトルクメニスタン選手団
2024年パリパラリンピックのトルクメニスタン選手団は、2024年8月28日から9月8日までフランスのパリで開催された2024年パリパラリンピックトルクメニスタン選手団の名簿。

## 選手団
- 人員: 選手 1人
- 開会式旗手: マヤゴゼル・エケエワ

## 種目別選手・スタッフ名簿及び成績

### パワーリフティング
| 選手                 | 種目       | 1回目 | 2回目 | 3回目 | 結果 | 順位 |
| -------------------- | ---------- | ----- | ----- | ----- | ---- | ---- |
| マヤゴゼル・エケエワ | 女子86kg級 | 107   | 112   | 117   | 112  | 6位  |